# Dunboyne
Dunboyne (forma anglicizzata) o Dún Búinne (in irlandese) è una cittadina nella contea di Meath, in Irlanda.